# Great Appalachian Valley
La Gran Vall dels Apalatxes (Great Appalachian Valley) és una de les característiques geomorfològiques de l'est d'Amèrica del Nord és una gegantina cadena de valls de baixa altitud del sistema de les Muntanyes Apalatxes. Discorre durant més de 2.00 km des del Quebec a Alabama i, des de temps prehistòrics, ha estat una ruta important per anar del nord al sud.

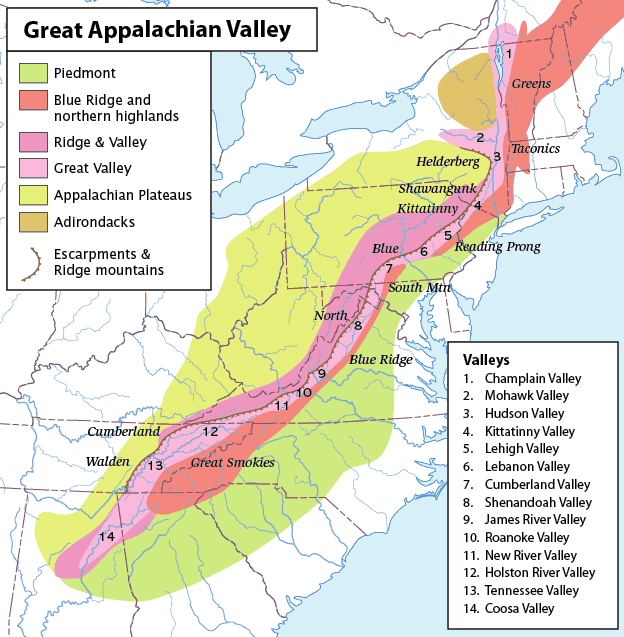
Mapa de les Muntanyes Apalatxes ressaltant la Gran Vall dels Apalatxes.

Especialment en el seu tros central sud és el nucli de la regió coneguda com a Appalachia.

## Geografia
Més o menys aquesta Gran Vall marca la vora est del de la província fisiogràfica Ridge-and-Valley del Apalatxes dels Estats Units. Es pot dividir en dues seccions: la secció nord, que inclou la zona de terres baixes del Llac Champlain i del riu Richelieu, i la secció sud que per l'est està limitada per les Blue Ridge Mountains.

## Història
Aquesta Gran Vall va ser un lloc important de pas i assentaments des dels temps precolombins i durant la guerra de Secessió dels Estats Units hi va haver importants batalles com les de Harpers Ferry, Antietam, Manassas (Virgínia), Chambersburg (Pennsilvània) la Valley Campaign, la Chattanooga Campaign i la de Gettysburg.